# Antarktički zovoj
Antarktički prion (lat. Pachyptila desolata) je vrsta morske ptice iz roda Pachyptila. Ima tri podvrste koje se razlikuju po dužini repa i kljuna, te rasponu krila. Živi u južnom oceanu. Hrani se zooplanktonom, rakovima, kozicama, ribama i lignjama. Duga je 28 cm, a ima raspon krila 58-66 cm. Teška je 150-160 grama. Plavosive je boje. Rep je siv, a ima crn vrh. Ova ptica je jako društvena i često se viđa u velikim jatima. Procijenjena populacija ove ptice je 15 000 000 jedinki.                                                                                                                     

## Razmnožavanje
Sezona gniježdenja počinje u srpnju ili kolovozu. Ove ptice gnijezde se u kolonijama, te postavljaju jedno jaje iz kojega se izlegne ptić za 44-46 dana. Mužjak i ženka prave gnijezdo, te se brinu za ptića koji se ne razlikuje puno od roditelja. Ptić napušta roditelje za 45-55 dana, kad nauči letjeti i postane samostalan. Nakon završetka sezone gniježdenja, sve ptice napuštaju koloniju.

## Vanjske poveznice
- BirdLife
- IUCN

Ostali projekti
|  | Zajednički poslužitelj ima još gradiva o temi Pachyptila desolata |
|  | Wikivrste imaju podatke o taksonu Pachyptila desolata             |